# نيا فراسنا
ني فراسنا (Νέα Βρασνά) هي مدينة في ثيسالونيكي في مقاطعة فوريا إلادا في اليونان.